# William Howard (3e comte de Wicklow)
Pour les articles homonymes, voir William Howard et Howard.
William Howard, 3e comte de Wicklow) (janvier 1761 - 27 septembre 1818) est un homme politique anglo-irlandais et un pair.

## Biographie
Il est le deuxième fils de Ralph Howard (1er vicomte Wicklow) et de son épouse, Alice Howard, première comtesse de Wicklow. En 1780, il prend le nom de famille de Forward après avoir hérité des domaines de la famille de sa mère. Entre 1783 et 1800, il siège à la Chambre des communes irlandaise en tant que député de St Johnstown. En 1793, il est nommé membre du Conseil privé d'Irlande. De 1800 à 1808, il est trésorier de la poste irlandaise et Lord Lieutenant de Wicklow à partir de 1814. Il revient à son nom de famille Howard après avoir succédé à son frère, Robert Howard (2e comte de Wicklow), en tant que comte en 1815.
Le 31 mars 1787, il épouse Eleanor Caulfeild, fille unique de Francis Caulfeild. Son fils aîné, William Howard (4e comte de Wicklow), lui succède.